# Heinrich Lahmann
Heinrich Lahmann (Brema, 30 marzo 1860 – Radeberg, 1º giugno 1905) è stato un medico tedesco.
Fu il primo medico naturopata scientifico, che inventò ed esportò, anche negli Stati Uniti d'America, una sua miscela che chiamò "latte vegetariano". Il composto di tale miscela non è conosciuto, ma si suppone essere a base di soja, mandorle o avena. Sembra fosse il "latte" più simile a quello materno.
È stato impegnato nel determinare un migliore metodo terapeutico, partendo dall'osservazione di unghie, pelle, capelli, occhi, denti, temperatura delle mani e odori del corpo del paziente. Istituisce un laboratorio chimico dove il chimico Ranar Berg individua, fra l'altro, alcune vitamine e studia il metabolismo dei minerali. Usa bagni d'aria e di luce e la dietetica con alimenti crudi o poco cotti e poveri di proteine quali: patate, tuberi, verdura e frutta e ricchi di sostanze alcaline. Compie studi sui disturbi femminili curandoli con massaggio pelvico, ginnastica, docce, tamponi e terapia col vapore e sull'influsso climatico. Afferma che la principale causa delle malattie è la disemia cioè lo squilibrio di sali minerali nel sangue e specialmente la deficienza di quelli che mantengono il corpo in salute. Viene considerato come "colui che maggiormente raggiunse armonia fra intuizione e prove sperimentali".